# Psychotria earlei
Psychotria earlei är en måreväxtart som beskrevs av Ignatz Urban. Psychotria earlei ingår i släktet Psychotria och familjen måreväxter. Inga underarter finns listade i Catalogue of Life.